# Boom Boom Rocket
Boom Boom Rocket è un videogioco musicale pubblicato da Electronic Arts per la piattaforma digitale Xbox Live della Xbox 360 della Microsoft. Il gioco è stato sviluppato da Bizarre Creations, già autrice di un altro titolo per Xbox Live, ovvero Geometry Wars.

## Modalità di gioco
Il gameplay è quello tipico della maggior parte dei giochi musicali: con lo scorrere della musica scorrono su schermo anche dei tasti e il giocatore li deve premere a tempo e ottenere il punteggio più alto possibile. Il giocatore potrà scegliere se usare le frecce direzionali o i quattro tasti frontali del joypad e, premendoli a tempo farà scoppiare dei fuochi d'artificio realizzando punti in base al tempismo con cui preme i tasti.
Il gioco è affrontabile in tre livelli di difficoltà (da facile a difficile) nelle seguenti modalità:
- Partita normale: semplice gara al punteggio più alto. Qua si può sbloccarei vari tipi di fuochi d'artificio
- Partita maratona: il brano aumenta progressivamente il ritmo
- Allenamento: la modalità di pratica per affinare il proprio gioco
- Stile libero: in questa modalità si fa scoppiare i fuochi in libertà senza preoccuparsi di tempismo o punteggi. Qualora non si facesse scoppiare i fuochi questi scoppieranno da soli una volta raggiunti il punto più alto
- Visualizzatore: il computer crea automaticamente uno spettacolo -non giocabile- utilizzando i brani presenti sul disco fisso della console

## Colonna sonora
La tracklist è composta da brani di musica classica riarrangiati in chiave moderna; qua di seguito l'elenco con corrispettivo brano ispiratore:
- Smooth Operetta - The Flower Duet
- Rave New World - Sinfonia n. 9 "Dal Nuovo Mondo"
- William Tell Overload - Guglielmo Tell Overture
- Hall of the Mountain Dude - Nell'antro del re della montagna
- 1812 Overdrive - Ouverture 1812
- Valkyries Rising - Cavalcata delle Valchirie
- Tail Light Sonata - Chiaro di luna
- Carmen Electric - Carmen
- Game Over Beethoven - Sinfonia n. 5
- Toccata and Funk - Toccata e fuga in Re minore

Il 30 novembre 2007 è stato pubblicato, inoltre, un pacchetto di canzoni aggiuntive intitolato Rock Pack contenente cinque nuove canzoni riarrangiate tutte in chiave rock. Qua di seguito l'elenco:
- Sting of the Bumble Bee - Il volo del calabrone
- Explode to Joy - Sinfonia n. 9
- Sugar High - Lo schiaccianoci
- Eine Kleine Rochtmusik - Eine kleine Nachtmusik
- Cannon in D - Canone di Pachelbel